# Eurysa douglasi
Eurysa douglasi är en insektsart som först beskrevs av Scott 1870.  Eurysa douglasi ingår i släktet Eurysa och familjen sporrstritar. Inga underarter finns listade i Catalogue of Life.